# David Thompson (Kartograf)

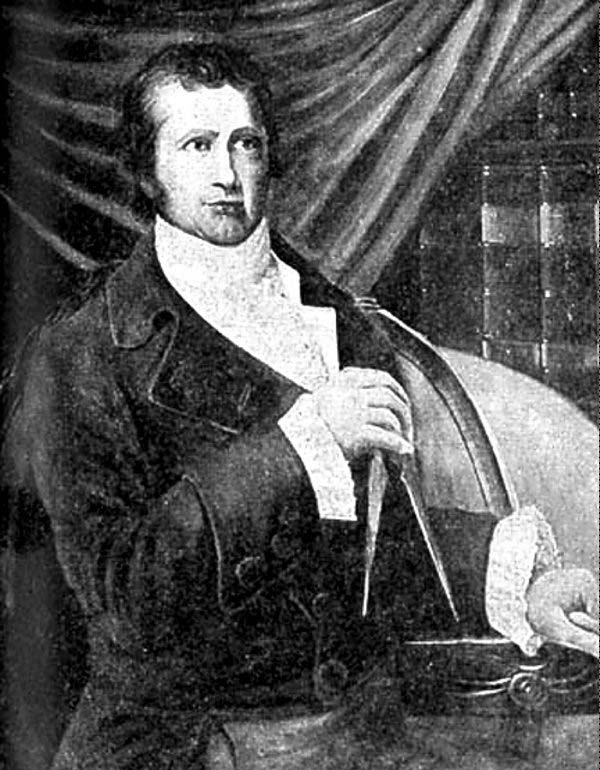
David Thompson, Gemälde (Datum und Künstler unbekannt)

David Thompson (* 30. April 1770 in London; † 10. Februar 1857 in Longueuil bei Montreal) war ein kanadischer Kartograf und Pelzhändler.

## Leben
Thompsons walisischer Vater starb, als David Thompson zwei Jahre alt war. Im Alter von sieben Jahren meldete seine Mutter ihn in der karitativen Grey Coat School in der Nähe der Westminster Abbey an. Im Alter von 14 Jahren verpflichtete sich Thompson als Bürogehilfe bei der Hudson’s Bay Company. Im September 1784 kam er in Churchill an der Hudson Bay an. Seine ersten beiden Jahre verbrachte er am Ufer der Hudson Bay in den Produktionsstätten in Churchill und York. Danach wurde er in einigen Handelsstationen am Saskatchewan River beschäftigt.

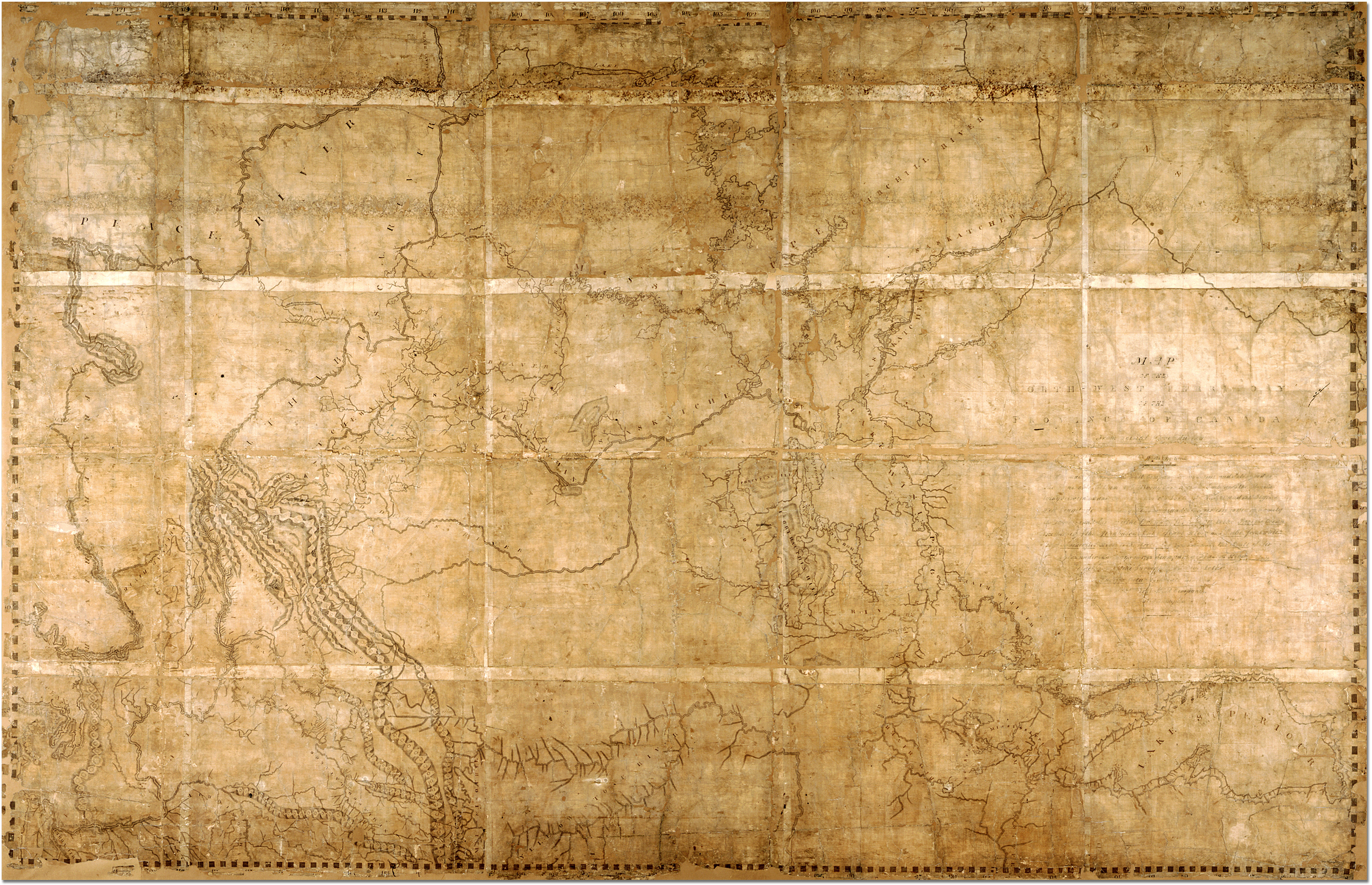
Karte des Nord-West-Territoriums von David Thompson aus dem Jahre 1814.

1797 verließ Thompson die Hudson’s Bay Company und begann bei der North West Company. Er gründete Handelsposten im heutigen Westkanada und den heutigen USA. Die Karten, die er östlich der Kaskadenkette vom Gebiet des Columbia Rivers und seiner Zuflüsse erstellte, waren von so hoher Qualität und Detailtreue, dass sie bis in die Mitte des 20. Jahrhunderts ihre Gültigkeit behielten.
Von 1792 bis 1812 erforschte und kartografierte er die Gebiete östlich der Hudson Bay und des Lake Superior über die Rocky Mountains hinweg bis zum Oberlauf des Columbia River und den Flusslauf entlang bis zum Pazifischen Ozean. Er war einer der ersten Europäer, der die kanadischen Rocky Mountains überquerte und den Columbia River von der Quelle bis zur Mündung kartografierte. Dafür reiste er 88.000 km. Mit seiner Leistung füllte er auf der Landkarte Kanadas den großen weißen Fleck im Nordwesten.
Im Juni 1807 überquerte er, von Rocky Mountain House kommend, über den Howse Pass zum ersten Mal die Rocky Mountains und folgte dem Blaeberry River zum Columbia River, den er in Richtung der Quelle erforschte. Im Jahr 2007 wurde deshalb in Kanada sowie dem Pazifischen Nordwesten der USA das „David Thompson Bicentennial“, also das zweihundertjährige Jubiläum der Expedition, gefeiert.
1811 überquerte Thompson den Athabasca Pass (Athabasca River), um von dort aus den Columbia River bis zur Mündung zu erforschen, in der Hoffnung, diese Gebiete als britisches Territorium beanspruchen zu können. Er erreichte am 15. Juli 1811 Astoria –- vier Monate nachdem die Amerikaner dort angekommen waren und einen Handelsposten errichtet hatten. Wäre er vor ihnen da gewesen, dann würden heute die Gebiete der heutigen US-Bundesstaaten Washington und Oregon vielleicht zu Kanada gehören. Er und seine Leute errichteten zahlreiche Handelsposten westlich der Kontinentalscheide – in den heutigen Bundesstaaten Washington, Idaho und Montana.
Das Gebiet, das Thompson kartografierte, umfasste 10 Millionen km² Wildnis und damit ein Fünftel des Kontinents. Der Thompson River wurde nach ihm benannt. Sein Zeitgenosse Alexander MacKenzie sagte, dass er glaubte, die Arbeit, die Thompson in zehn Monaten geschafft habe, sei nicht einmal in zwei Jahren zu schaffen.

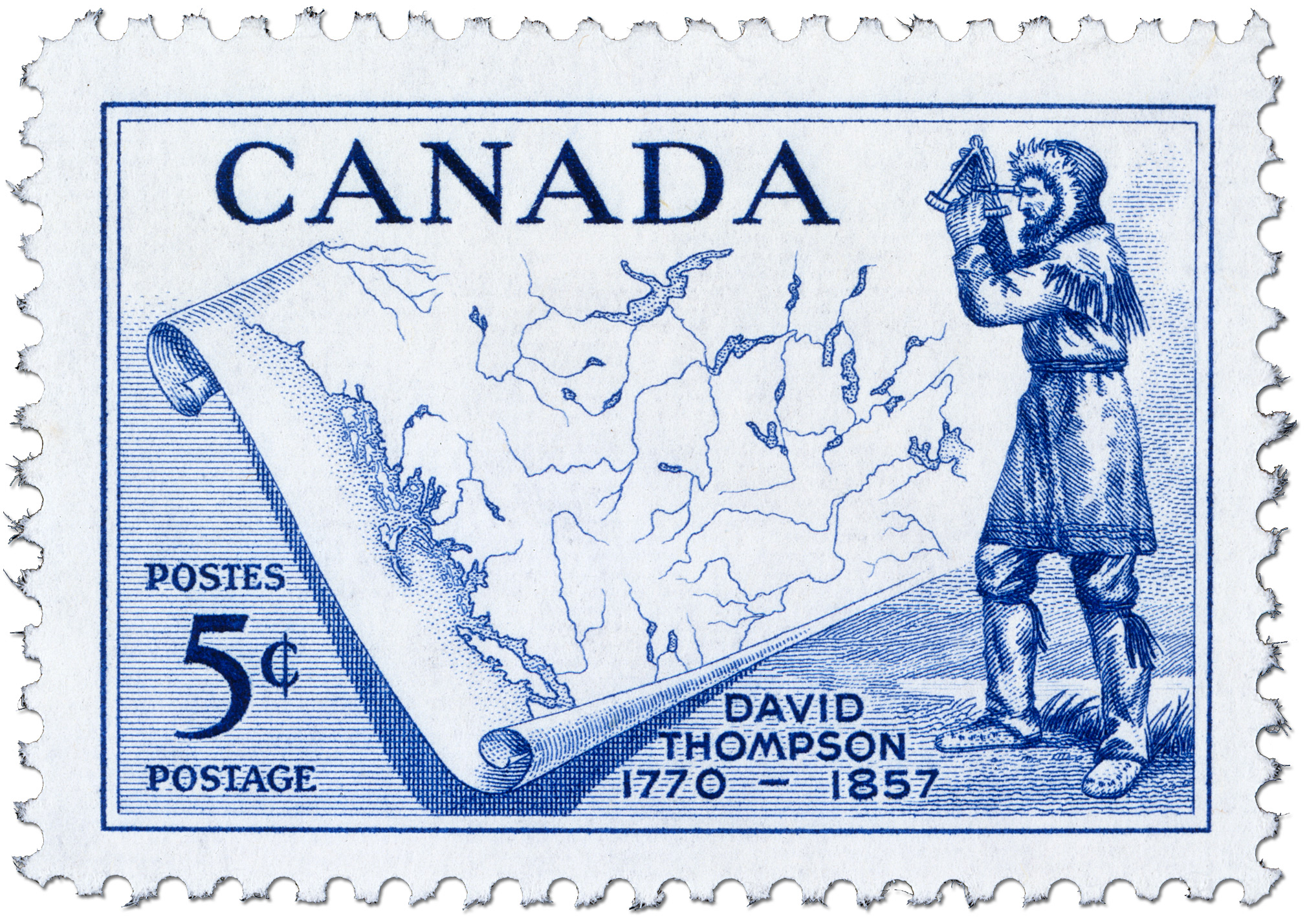
Die Gedenkbriefmarke der kanadischen Post im Jahr 1957

Die größte Leistung von Thompson war seine Karte von 1814. Sie war so genau, dass sie noch 100 Jahre später der kanadischen Regierung als Basis für neu aufgelegte Karten diente. Thompson vermaß auch die Grenze zwischen den USA und Kanada entlang des 49. Breitengrades westlich des Sankt-Lorenz-Stroms bis zum Lake of the Woods.
Thompson war mit Charlotte Small verheiratet, einer Métis, mit der er 13 Kinder hatte.
In seinen veröffentlichten Tagebüchern verzeichnete er 1811 die Entdeckung von großen Fußabdrücken in der Nähe der heutigen Siedlung Jasper. Es wurde spekuliert, dass diese Abdrücke von Bigfoot stammen.
Thompson starb einsam 1857 in Longueuil und wurde auf dem Friedhof Mont-Royal beigesetzt. Als seine Taten schon fast völlig vergessen waren, ehrte ihn die kanadische Bundesregierung am 19. Mai 1927 für sein Wirken als Geograf sowie Kartograf und erklärte ihn zu einer „Person von nationaler historischer Bedeutung“. Zu seinem 100. Todestag im Jahr 1957 gab die kanadische Post eine Briefmarke zu seinem Andenken heraus.

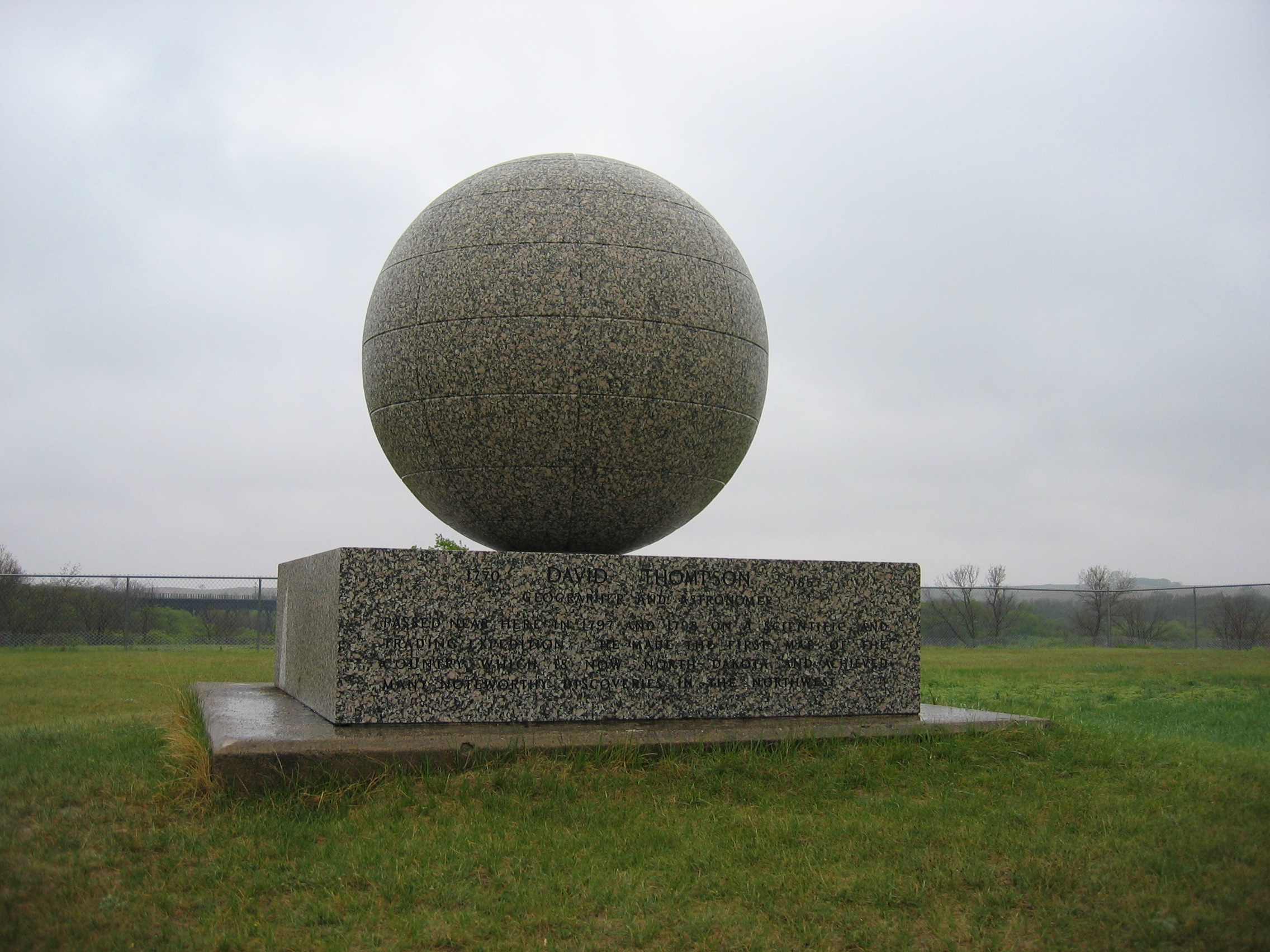
Denkmal für David Thompson in Verendrye, North Dakota